# Eriolarynx lorentzii
Eriolarynx lorentzii är en potatisväxtart som först beskrevs av Carl Lebrecht Udo Dammer, och fick sitt nu gällande namn av A.T. Hunziker. Eriolarynx lorentzii ingår i släktet Eriolarynx och familjen potatisväxter. Inga underarter finns listade i Catalogue of Life.